# Maksimir
Maksimir – dzielnica Zagrzebia, stolicy Chorwacji. Powierzchnia dzielnicy to 14 km², zamieszkuje ją 49 750 osób, a gęstość zaludnienia wynosi 3467,1 os./km².
W dzielnicy tej znajduje się wielofunkcyjny stadion Maksimir.
Dzielnica Maksimir graniczy z następującymi dzielnicami: od północy – Podsljeme, od wschodu – Gornja Dubrava i Donja Dubrava, od południa – Peščenica – Žitnjak, od zachodu – Donji Grad i Gornji Grad – Medveščak.